# Dwight Yoakam/Diskografie
Diese Diskografie ist eine Übersicht über die musikalischen Werke des US-amerikanischen Countrysängers Dwight Yoakam. Den Schallplattenauszeichnungen zufolge hat er bisher mehr als zwölf Millionen Tonträger verkauft, davon alleine in seiner Heimat über 11,5 Millionen. Seine erfolgreichste Veröffentlichung ist das Album This Time mit über drei Millionen verkauften Einheiten.

## Alben

### Studioalben
| Jahr | Titel Musiklabel Katalog-Nr.                   | Höchstplatzierung, Gesamtwochen, AuszeichnungChartplatzierungen (Jahr, Titel, Musiklabel Katalog-Nr., Platzierungen, Wochen, Auszeichnungen, Anmerkungen) | Höchstplatzierung, Gesamtwochen, AuszeichnungChartplatzierungen (Jahr, Titel, Musiklabel Katalog-Nr., Platzierungen, Wochen, Auszeichnungen, Anmerkungen) | Höchstplatzierung, Gesamtwochen, AuszeichnungChartplatzierungen (Jahr, Titel, Musiklabel Katalog-Nr., Platzierungen, Wochen, Auszeichnungen, Anmerkungen) | Höchstplatzierung, Gesamtwochen, AuszeichnungChartplatzierungen (Jahr, Titel, Musiklabel Katalog-Nr., Platzierungen, Wochen, Auszeichnungen, Anmerkungen) | Anmerkungen                                                                                         |
| Jahr | Titel Musiklabel Katalog-Nr.                   | CH | UK | US | Country | Anmerkungen                                                                                         |
| ---- | ---------------------------------------------- | --- | --- | --- | --- | --------------------------------------------------------------------------------------------------- |
| 1986 | Guitars, Cadillacs, Etc., Etc. Reprise 25372   | — | — | US61 ×2Doppelplatin · (65 Wo.)US | Country1 (142 Wo.)Country | Erstveröffentlichung: 3. März 1986 Produzent: Pete Anderson                                         |
| 1987 | Hillbilly DeLuxe Reprise 25567                 | — | UK51 (3 Wo.)UK | US55 Platin · (28 Wo.)US | Country1 (85 Wo.)Country | Erstveröffentlichung: 21. April 1987 Produzenten: Pete Anderson, Dan Fredman, Michael Dumas         |
| 1988 | Buenas Noches from a Lonely Room Reprise 25749 | — | UK87 (1 Wo.)UK | US68 Platin · (15 Wo.)US | Country1 (63 Wo.)Country | Erstveröffentlichung: 2. August 1988 Produzent: Pete Anderson                                       |
| 1990 | If There Was a Way Reprise 26344               | — | — | US96 Platin · (75 Wo.)US | Country7 (146 Wo.)Country | Erstveröffentlichung: 30. Oktober 1990 Produzent: Pete Anderson                                     |
| 1993 | This Time Reprise 45241                        | — | — | US25 ×3Dreifachplatin · (81 Wo.)US | Country4 (108 Wo.)Country | Erstveröffentlichung: 23. März 1993 Produzenten: Pete Anderson, Dusty Wakeman                       |
| 1995 | Gone Reprise 46051                             | — | — | US30 Gold · (14 Wo.)US | Country5 (36 Wo.)Country | Erstveröffentlichung: 31. Oktober 1995 Produzenten: Pete Anderson, Dusty Wakeman                    |
| 1997 | Under the Covers Reprise 46690                 | — | — | US92 (7 Wo.)US | Country8 (18 Wo.)Country | Erstveröffentlichung: Juli 1997 Produzent: Pete Anderson                                            |
| 1997 | Come on Christmas Reprise 46683                | — | — | — | Country32 (6 Wo.)Country | Erstveröffentlichung: November 1997 Produzent: Pete Anderson                                        |
| 1998 | A Long Way Home Reprise 46918                  | — | — | US60 (11 Wo.)US | Country11 (36 Wo.)Country | Erstveröffentlichung: Juni 1998 Produzent: Pete Anderson                                            |
| 2000 | dwightyoakamacoustic.net Reprise 47714         | — | — | US195 (1 Wo.)US | Country24 (18 Wo.)Country | Erstveröffentlichung: 30. Mai 2000 Produzent: Pete Anderson                                         |
| 2000 | Tomorrow’s Sounds Today Reprise 47827          | — | — | US68 (4 Wo.)US | Country7 (35 Wo.)Country | Erstveröffentlichung: 31. Oktober 2000 Produzent: Pete Anderson                                     |
| 2003 | Population: Me Audium 8176                     | — | — | US75 (7 Wo.)US | Country8 (19 Wo.)Country | Erstveröffentlichung: 24. Juni 2003 Produzent: Pete Anderson                                        |
| 2005 | Blame the Vain VIA 6075                        | — | — | US54 (6 Wo.)US | Country8 (23 Wo.)Country | Erstveröffentlichung: 14. Juni 2005 Produzent: Dwight Yoakam                                        |
| 2007 | Dwight Sings Buck VIA 6129                     | — | — | US42 (8 Wo.)US | Country11 (34 Wo.)Country | Erstveröffentlichung: 23. Oktober 2007 Tribute an Buck Owens Produzent: Dwight Yoakam               |
| 2012 | 3 Pears VIA 53177                              | — | — | US18 (7 Wo.)US | Country3 (30 Wo.)Country | Erstveröffentlichung: 18. September 2012                                                            |
| 2015 | Second Hand Heart VIA 54662                    | — | — | US18 (5 Wo.)US | Country2 (20 Wo.)Country | Erstveröffentlichung: 14. April 2015 Produzenten: Dwight Yoakam, Chris Lord-Alge                    |
| 2016 | Swimmin’ Pools, Movie Stars … VIA 00017        | — | — | US62 (1 Wo.)US | Country6 (6 Wo.)Country | Erstveröffentlichung: 7. Oktober 2016 Produzenten: Dwight Yoakam, Gary Paczosa, Jon Randall Stewart |
| 2024 | Brighter Days VIA 04939/LP • 05035CD           | CH38 (1 Wo.)CH | — | — | — | Erstveröffentlichung: 15. November 2024                                                             |

### Livealben
| Jahr | Titel Musiklabel Katalog-Nr.      | Höchstplatzierung, Gesamtwochen, AuszeichnungChartplatzierungen (Jahr, Titel, Musiklabel Katalog-Nr., Platzierungen, Wochen, Auszeichnungen, Anmerkungen) | Höchstplatzierung, Gesamtwochen, AuszeichnungChartplatzierungen (Jahr, Titel, Musiklabel Katalog-Nr., Platzierungen, Wochen, Auszeichnungen, Anmerkungen) | Höchstplatzierung, Gesamtwochen, AuszeichnungChartplatzierungen (Jahr, Titel, Musiklabel Katalog-Nr., Platzierungen, Wochen, Auszeichnungen, Anmerkungen) | Anmerkungen |
| Jahr | Titel Musiklabel Katalog-Nr.      | UK | US | Country | Anmerkungen |
| ---- | --------------------------------- | --- | --- | --- | --- |
| 1995 | Dwight Live Reprise 45907         | — | US56 Gold · (13 Wo.)US | Country8 (28 Wo.)Country | Erstveröffentlichung: 23. Mai 1995 Aufnahme: The Warfield, San Francisco, 30. Juli 1994 Produzent: Pete Anderson    |
| 2005 | Live from Austin TX New West 6082 | — | — | — | Erstveröffentlichung: 1. November 2005 Aufnahme: Austin, Texas, 23. Oktober 1988 Executive Producer: Cameron Strang |

### Kompilationen
| Jahr | Titel Musiklabel Katalog-Nr.                                                | Höchstplatzierung, Gesamtwochen, AuszeichnungChartplatzierungen (Jahr, Titel, Musiklabel Katalog-Nr., Platzierungen, Wochen, Auszeichnungen, Anmerkungen) | Höchstplatzierung, Gesamtwochen, AuszeichnungChartplatzierungen (Jahr, Titel, Musiklabel Katalog-Nr., Platzierungen, Wochen, Auszeichnungen, Anmerkungen) | Höchstplatzierung, Gesamtwochen, AuszeichnungChartplatzierungen (Jahr, Titel, Musiklabel Katalog-Nr., Platzierungen, Wochen, Auszeichnungen, Anmerkungen) | Anmerkungen                                                                             |
| Jahr | Titel Musiklabel Katalog-Nr.                                                | UK | US | Country | Anmerkungen                                                                             |
| ---- | --------------------------------------------------------------------------- | --- | --- | --- | --------------------------------------------------------------------------------------- |
| 1970 | Just Lookin’ for a Hit Reprise 25989                                        | — | US68 Platin · (10 Wo.)US | Country3 (47 Wo.)Country | Erstveröffentlichung: 26. September 1989 Produzent: Pete Anderson                       |
| 1999 | Last Chance for a Thousand Years: Greatest Hits from the 90’s Reprise 47389 | — | US80 Gold · (19 Wo.)US | Country10 (104 Wo.)Country | Erstveröffentlichung: 18. Mai 1999 Produzent: Pete Anderson                             |
| 2003 | In Others’ Words Reprise 48342                                              | — | — | Country59 (3 Wo.)Country | Erstveröffentlichung: 23. September 2003 Produzent: Pete Anderson                       |
| 2004 | Dwight’s Used Records Koch 9805                                             | — | — | Country57 (4 Wo.)Country | Erstveröffentlichung: 29. Juni 2004 Produzent: Pete Anderson                            |
| 2004 | The Very Best of Dwight Yoakam Reprise 78964                                | — | US87 Platin · (22 Wo.)US | Country10 (102 Wo.)Country | Erstveröffentlichung: 9. Juli 2004 Kompilationsproduzenten: James Austin, Jimmy Edwards |
| 2013 | 21st Century Hits: Best of 2000–2012 New West 6294                          | — | — | Country59 (1 Wo.)Country | Erstveröffentlichung: 1. Oktober 2013                                                   |

Weitere Kompilationen
- 2002: Reprise Please Baby: The Warner Bros. Years (Box mit 4 CDs; Reprise 76100)
- 2006: Country Classics (Flashback 73357)
- 2006: The Platinum Collection (Warner 74047)
- 2012: Original Album Series (Box mit 5 CDs; Reprise 79720)

## Singles
| Jahr | Titel Album                                                                                  | Höchstplatzierung, Gesamtwochen, AuszeichnungChartplatzierungen (Jahr, Titel, Album, Platzierungen, Wochen, Auszeichnungen, Anmerkungen) | Höchstplatzierung, Gesamtwochen, AuszeichnungChartplatzierungen (Jahr, Titel, Album, Platzierungen, Wochen, Auszeichnungen, Anmerkungen) | Höchstplatzierung, Gesamtwochen, AuszeichnungChartplatzierungen (Jahr, Titel, Album, Platzierungen, Wochen, Auszeichnungen, Anmerkungen) | Anmerkungen |
| Jahr | Titel Album                                                                                  | UK | US | Country | Anmerkungen |
| ---- | -------------------------------------------------------------------------------------------- | --- | --- | --- | --- |
| 1986 | Honky Tonk Man Guitars, Cadillacs, Etc., Etc.                                                | — | — | Country3 (24 Wo.)Country | Erstveröffentlichung: Januar 1986 Autoren: Howard Hausey, Tillman Franks, Johnny Horton Original: Johnny Horton, 1956 |
| 1986 | Guitars, Cadillacs Guitars, Cadillacs, Etc., Etc.                                            | — | — | Country4 (21 Wo.)Country | Erstveröffentlichung: Mai 1986 Autor: Dwight Yoakam                                                                   |
| 1986 | It Won’t Hurt Guitars, Cadillacs, Etc., Etc.                                                 | — | — | Country31 (15 Wo.)Country | Erstveröffentlichung: Oktober 1986 Autor: Dwight Yoakam                                                               |
| 1987 | Little Sister Hillbilly DeLuxe                                                               | — | — | Country7 (16 Wo.)Country | Erstveröffentlichung: März 1987 Autoren: Doc Pomus, Mort Shuman Original: Elvis Presley, 1961                         |
| 1987 | Little Ways Hillbilly DeLuxe                                                                 | — | — | Country8 (19 Wo.)Country | Erstveröffentlichung: Juni 1987 Autor: Dwight Yoakam                                                                  |
| 1987 | Please, Please Baby Hillbilly DeLuxe                                                         | — | — | Country6 (19 Wo.)Country | Erstveröffentlichung: Oktober 1987 Autor: Dwight Yoakam                                                               |
| 1988 | Always Late with Your Kisses Hillbilly DeLuxe                                                | — | — | Country9 (22 Wo.)Country | Erstveröffentlichung: Februar 1988 Autoren: Lefty Frizzell, Blackie Crawford Original: Lefty Frizzell, 1951           |
| 1988 | Streets of Bakersfield Buenas Noches from a Lonely Room                                      | — | — | Country1 (18 Wo.)Country | Erstveröffentlichung: 17. Juni 1988 mit Buck Owens; Autor: Homer Joy Original: Buck Owens, 1973                       |
| 1988 | I Sang Dixie Buenas Noches from a Lonely Room                                                | — | — | Country1 (21 Wo.)Country | Erstveröffentlichung: Oktober 1988 Autor: Dwight Yoakam                                                               |
| 1989 | I Got You Buenas Noches from a Lonely Room                                                   | — | — | Country5 (19 Wo.)Country | Erstveröffentlichung: Februar 1989 Autor: Dwight Yoakam                                                               |
| 1989 | Buenas Noches from a Lonely Room (She Wore Red Dresses) Buenas Noches from a Lonely Room     | — | — | Country46 (7 Wo.)Country | Erstveröffentlichung: Mai 1989 Autor: Dwight Yoakam                                                                   |
| 1989 | Long White Cadillac Just Lookin’ for a Hit                                                   | — | — | Country35 (10 Wo.)Country | Erstveröffentlichung: September 1989 Autor: Dave Alvin Original: The Blasters, 1983                                   |
| 1990 | Turn It On, Turn It Up, Turn Me Loose                                                        | — | — | Country11 (20 Wo.)Country | Erstveröffentlichung: September 1990 Autor: Dwight Yoakam                                                             |
| 1991 | You’re the One If There Was a Way                                                            | — | — | Country5 (20 Wo.)Country | Erstveröffentlichung: Februar 1991 Autor: Dwight Yoakam                                                               |
| 1991 | Nothing’s Changed Here If There Was a Way                                                    | — | — | Country15 (21 Wo.)Country | Erstveröffentlichung: Juni 1991 Autoren: Dwight Yoakam, Roger Miller                                                  |
| 1991 | It Only Hurts When I Cry If There Was a Way                                                  | — | — | Country7 (20 Wo.)Country | Erstveröffentlichung: November 1991 Autoren: Dwight Yoakam, Roger Miller                                              |
| 1992 | The Heart That You Own If There Was a Way                                                    | — | — | Country18 (20 Wo.)Country | Erstveröffentlichung: März 1992 vom Soundtrack des Films White Sands Autor: Dwight Yoakam                             |
| 1992 | Send a Message to My Heart If There Was a Way                                                | — | — | Country47 (10 Wo.)Country | Erstveröffentlichung: Juli 1992 mit Patty Loveless Autoren: Kathy Louvin, Kostas Lazarides                            |
| 1992 | Suspicious Minds Honeymoon in Vegas (Soundtrack)                                             | — | — | Country35 (20 Wo.)Country | Erstveröffentlichung: Oktober 1992 vom Soundtrack des Films Honeymoon in Vegas Autor und Original: Mark James, 1968   |
| 1993 | Ain’t That Lonely Yet This Time                                                              | — | — | Country2 (20 Wo.)Country | Erstveröffentlichung: Januar 1993 Grammy (Bester Countrysänger) Autoren: James House, Kostas Lazarides                |
| 1993 | A Thousand Miles from Nowhere This Time                                                      | — | — | Country2 (20 Wo.)Country | Erstveröffentlichung: Mai 1993 Autoren: James House, Kostas Lazarides                                                 |
| 1993 | Fast as You This Time                                                                        | — | US70 (10 Wo.)US | Country2 (20 Wo.)Country | Erstveröffentlichung: Juni 1993 Autor: Dwight Yoakam                                                                  |
| 1994 | Try Not to Look So Pretty This Time                                                          | — | — | Country14 (20 Wo.)Country | Erstveröffentlichung: Februar 1994 Autoren: Dwight Yoakam, Kostas Lazarides                                           |
| 1994 | Pocket of a Clown This Time                                                                  | — | — | Country22 (20 Wo.)Country | Erstveröffentlichung: Juni 1994 als Albumtrack platziert Autor: Dwight Yoakam                                         |
| 1995 | Nothing Gone                                                                                 | — | — | Country20 (20 Wo.)Country | Erstveröffentlichung: Oktober 1995 Autoren: Dwight Yoakam, Kostas Lazarides                                           |
| 1996 | Gone (That’ll Be Me) Gone                                                                    | — | — | Country51 (8 Wo.)Country | B-Seite von Nothing Autor: Dwight Yoakam                                                                              |
| 1996 | Sorry You Asked? Gone                                                                        | — | — | Country59 (5 Wo.)Country | Erstveröffentlichung: April 1996 als Albumtrack platziert Autor: Dwight Yoakam                                        |
| 1997 | Claudette Under the Covers                                                                   | — | — | Country47 (10 Wo.)Country | Erstveröffentlichung: Juni 1997 Autor: Roy Orbison Original: The Everly Brothers, 1958                                |
| 1997 | Santa Claus Is Back in Town Come on Christmas                                                | — | — | Country60 (2 Wo.)Country | Erstveröffentlichung: November 1997 Autoren: Jerry Lieber, Mike Stoller Original: Elvis Presley, 1957                 |
| 1988 | Things Change A Long Way Home                                                                | — | — | Country17 (20 Wo.)Country | Erstveröffentlichung: April 1998 Autor: Dwight Yoakam                                                                 |
| 1998 | These Arms A Long Way Home                                                                   | — | — | Country57 (6 Wo.)Country | Erstveröffentlichung: August 1998 Autor: Dwight Yoakam                                                                |
| 1999 | Crazy Little Thing Called Love Last Chance for a Thousand Years: Greatest Hits from the 90’s | UK35 (2 Wo.)UK | US64 (10 Wo.)US | Country12 (20 Wo.)Country | Erstveröffentlichung: April 1999 Autor: Freddie Mercury Original: Queen, 1979                                         |
| 1999 | Thinking About Leaving Last Chance for a Thousand Years: Greatest Hits from the 90’s         | — | — | Country54 (8 Wo.)Country | B-Seite von Crazy Little Thing Called Love Autoren: Rodney Crowell, Dwight Yoakam                                     |
| 2000 | What Do You Know About Love Tomorrow’s Sounds Today                                          | — | — | Country26 (23 Wo.)Country | Erstveröffentlichung: September 2000 Autor: Dwight Yoakam                                                             |
| 2001 | I Want You to Want Me Tomorrow’s Sounds Today                                                | — | — | Country49 (8 Wo.)Country | Erstveröffentlichung: Mai 2001 Autor: Rick Nielsen Original: Cheap Trick, 1976                                        |
| 2003 | The Back of Your Hand Population: Me                                                         | — | — | Country52 (6 Wo.)Country | Erstveröffentlichung: Juni 2003 Autor: Gregg Lee Henry                                                                |
| 2003 | The Late Great Golden State Population: Me                                                   | — | — | Country52 (9 Wo.)Country | Erstveröffentlichung: Juli 2003 Backing Vocals: Timothy B. Schmit, Tommy Funderburk Autor: Mike Stinson               |
| 2005 | Intentional Heartache Blame the Vain                                                         | — | — | Country54 (5 Wo.)Country | Erstveröffentlichung: Juli 2005 Backing Vocals: Timothy B. Schmit, David Roe Autor: Dwight Yoakam                     |
| 2005 | Blame the Vain                                                                               | — | — | Country58 (4 Wo.)Country | Erstveröffentlichung: Dezember 2005 Backing Vocals: Timothy B. Schmit, Jonathan Clark Autor: Dwight Yoakam            |

Weitere Singles
- 1986: This Drinkin’ Will Kill Me (Promo)
- 1987: Santa Claus Is Back in Town
- 1997: Santa Can’t Stay
- 1997: Silver Bells (feat. Beth Andersen)
- 2016: Tomorrow’s Gonna Be Another Day

### Beiträge für Soundtracks
| Jahr | Titel Musiklabel Katalog-Nr.                | Höchstplatzierung, Gesamtwochen, AuszeichnungChartplatzierungen (Jahr, Titel, Musiklabel Katalog-Nr., Platzierungen, Wochen, Auszeichnungen, Anmerkungen) | Höchstplatzierung, Gesamtwochen, AuszeichnungChartplatzierungen (Jahr, Titel, Musiklabel Katalog-Nr., Platzierungen, Wochen, Auszeichnungen, Anmerkungen) | Höchstplatzierung, Gesamtwochen, AuszeichnungChartplatzierungen (Jahr, Titel, Musiklabel Katalog-Nr., Platzierungen, Wochen, Auszeichnungen, Anmerkungen) | Anmerkungen                                                                                      |
| Jahr | Titel Musiklabel Katalog-Nr.                | UK | US | Country | Anmerkungen                                                                                      |
| ---- | ------------------------------------------- | --- | --- | --- | ------------------------------------------------------------------------------------------------ |
| 2001 | South of Heaven, West of Hell Reprise 48012 | — | — | Country59 (3 Wo.)Country | Erstveröffentlichung: 2. Oktober 2001 Soundtrack zum gleichnamigen Film Produzent: Pete Anderson |

## Videoalben
- 1989: Just Lookin’ for a Hit
- 1994: Pieces of Time
- 2005: Just Dwight: Live in Concert (Aufnahme: 23. August 1986, Peterborough, UK-Country-Festival)
- 2005: Live from Austin TX (US: Gold)
- 2006: Dwight Yoakam
- 2008: Grandtour
- 2008: In Concert

## Statistik

### Chartauswertung
|                     | CH    | UK    | US     | Country          |
| ------------------- | ----- | ----- | ------ | ---------------- |
| Nummer-eins-Alben   | CH—CH | UK—UK | US—US  | Country3Country  |
| Top-10-Alben        | CH—CH | UK—UK | US—US  | Country17Country |
| Alben in den Charts | CH1CH | UK2UK | US20US | Country25Country |

|                       | CH    | UK    | US    | Country          |
| --------------------- | ----- | ----- | ----- | ---------------- |
| Nummer-eins-Singles   | CH—CH | UK—UK | US—US | Country2Country  |
| Top-10-Singles        | CH—CH | UK—UK | US—US | Country14Country |
| Singles in den Charts | CH—CH | UK1UK | US2US | Country39Country |

### Auszeichnungen für Musikverkäufe
| Goldene Schallplatte - Australien - 1998: für das Album Guitars, Cadillacs, Etc., Etc. - 2007: für das Album Last Chance for a Thousand Years: Greatest Hits from the 90’s - 2008: für das Album Hillbilly DeLuxe - 2009: für das Album The Platinum Collection - Kanada - 1995: für das Album Gone | Platin-Schallplatte - Kanada - 1991: für das Album If There Was a Way 2× Platin-Schallplatte - Kanada - 1994: für das Album This Time |

Anmerkung: Auszeichnungen in Ländern aus den Charttabellen bzw. Chartboxen sind in ebendiesen zu finden.
| Land/RegionAuszeichnungen für Musikverkäufe (Land/Region, Auszeichnungen, Verkäufe, Quellen) | Gold     | Platin       | Verkäufe   | Quellen         |
| -------------------------------------------------------------------------------------------- | -------- | ------------ | ---------- | --------------- |
| Australien (ARIA)                                                                            | 4× Gold4 | —            | 140.000    | aria.com.au     |
| Kanada (MC)                                                                                  | Gold1    | 3× Platin3   | 350.000    | musiccanada.com |
| Vereinigte Staaten (RIAA)                                                                    | 4× Gold4 | 10× Platin10 | 11.550.000 | riaa.com        |
| Insgesamt                                                                                    | 9× Gold9 | 13× Platin13 |            |                 |